# Blook
Il termine blook è un neologismo internazionale, formato per sincrasi dei termini inglesi blog e book ("libro"), usato per definire dei libri basati su materiale precedentemente pubblicato su un weblog.
Il termine sarebbe stato coniato nel 2002 dal giornalista americano Jeff Jarvis quando Tony Pierce, un blogger di Hollywood, indisse un concorso per dare il titolo al suo primo libro basato sui materiali del proprio blog.

## Definizione
Un blook può essere:
- un libro (in particolare un romanzo) in forma di blog: i capitoli sono pubblicati come articoli di un blog, i lettori possono commentarli e seguirne lo sviluppo mediante la tecnologia dei feed RSS;
  - può trattarsi di un'opera originale ma anche di un classico che viene riproposto in versione digitale sotto forma di blog: così ad esempio l'edizione ipertestuale del diario del londinese Samuel Pepys, The Diary of Samuel Pepys (London, George Bell & Sons, 1893);
- un libro a stampa realizzato con i contenuti di un blog.

## Blook nel mondo
- Nel 2002 Tony Pierce pubblica Blook, il primo libro a stampa realizzato con i contenuti di un blog.
- Nel 2004 David Wellington fa uscire a puntate, nel blog Brokentype dell'amico Alex Lencicki, Monster Island, primo romanzo della trilogia Monster, pubblicata interamente in rete.
- Nel 2006 è stato bandito un concorso in Internet per premiare i migliori blook: The Lulu Blooker Prize[2].